# كيتي لوروا
كيتي لوروا (بالإنجليزية: Kitty Leroy)‏ هي راقصة وسيدة أعمال أمريكية، ولدت في 1850، وتوفيت في 7 ديسمبر 1879.